# Оперативная пауза
Оперативная пауза — промежуток времени (от нескольких суток до двух недель) между двумя этапами одной и той же боевой операции или между двумя разными операциями, проводимыми на одном направлении. 
Организуется во время наступательных действий той стороной вооружённого конфликта, которая владеет инициативой для перегруппировки войск, восполнения потерь и затраченных ресурсов, подтягивания тылов, обеспечения коммуникаций и тому подобное. Как правило, наступающая сторона старается минимизировать длительность оперативных пауз между своими действиями для поддержания высоких темпов продвижения вперёд.
В широком смысле термин оперативная пауза часто используется для обозначения любого кратковременного затишья на данном участке военных действий.